# Desmognathus conanti
Desmognathus conanti är en groddjursart som beskrevs av Rossman 1958. Desmognathus conanti ingår i släktet Desmognathus och familjen lunglösa salamandrar. Inga underarter finns listade i Catalogue of Life.